# Vojvoda Stepa
Vojvoda Stepa (cyr. Војвода Степа) – wieś w Serbii, w Wojwodinie, w okręgu środkowobanackim, w gminie Nova Crnja. W 2011 roku liczyła 1374 mieszkańców.